# إيفيت سانغالو
إيفيت ماريا دياس دي سانغالو كادي (المولودة في 27 مايو 1972) مغنية برازيلية وكاتبة أغاني وممثلة تلفزيونية. هي واحدة من أكثر المطربات البرازيليات شعبية والأكثر مبيعًا ، حيث تم إصدار ستة ألبومات مع فرقة إيفا ، وسبعة ألبومات أخرى في مهنة منفردة. غالبًا ما يتم التعرف على سانغالو
من خلال صوتها القوي وجاذبيتها وعروضها الحية. موسيقاها تحظى بشعبية كبيرة في البرتغال. باعت 15 مليون نسخة من ألبوماتها.

## روابط خارجية
- إيفيت سانغالو على موقع IMDb (الإنجليزية)
- إيفيت سانغالو على موقع ميوزك برينز (الإنجليزية)
- إيفيت سانغالو على موقع ديسكوغز (الإنجليزية)
- إيفيت سانغالو على موقع قاعدة بيانات الفيلم (الإنجليزية)